# 애절한 운동
"애절한 운동"(Prepared Landscape)은 한국에서 제작된 채기 감독의 1999년 영화이다. 김노경 등이 주연으로 출연하였다.

## 출연

### 주연
- 김노경
- 오동권
- 김대현

## 기타
- 조명: 이두만